# 基础教育
基础教育（英語：Basic education），指人们在现代社会开始工作前需要接收的基本教育。通常包括正规的小学和中学阶段的教育。接受基础教育是一个人获得具备现代公民素养的基本必要方式。大多数国家都有免费提供基础教育阶段的公立学校，即义务教育，但义务教育不一定能完全覆盖基础教育的全部学年和内容。